# Leren leren
Leren leren is het leren hoe te leren. Het is daarmee een metavaardigheid; een vaardigheid in het vaardig worden. Het gaat onder meer om studeervaardigheden, studieplanning, geheugentechnieken, gebruik van naslagwerken (atlas, woordenboek) onderscheid maken tussen hoofd- en bijzaken, samenvatten en schema's opstellen.

## Leren kiezen
Binnen het leren leren zit ook het concept leren kiezen, waarin ook het maken van een weloverwogen studiekeuze vervat zit.
Het einddoel van de vakoverschrijdende eindterm leren leren is dat leerlingen aan het einde van het secundair onderwijs op een zelfstandige manier leerstof efficiënt kunnen verwerken, een vaardigheid die belangrijk is voor het hoger onderwijs.

## Nederland
In het Nederlandse onderwijs is het een veelvoorkomende term. Meestal is het geen apart schoolvak maar wordt het bij de verschillende vakken impliciet behandeld. Bij Leonardoscholen wordt het als apart vak gegeven.

## Vlaanderen
Het is een van de vakoverschrijdende eindtermen die het Vlaams Ministerie van Onderwijs en Vorming heeft ingevoerd voor het basisonderwijs en het secundair onderwijs.
Bij deze eindterm gaat het erom dat alle (vak-)leerkrachten niet alleen aandacht besteden aan het overdragen van leerstof maar ook aan de wijze van verwerking door de leerlingen.